# Puente de la Avenida Madison
El puente de la Avenida Madison (en inglés: Madison Avenue Bridge) es un puente giratorio de cuatro carriles de Nueva York (Estados Unidos). La infraestructura cruza el río Harlem conectando de esta manera la avenida Madison en Manhattan con la calle 138 Este (East 138th Street) en el Bronx. El puente es operado y mantenido por el Departamento de Transporte de la Ciudad de Nueva York.  Fue diseñado por Alfred P. Boller y construido en 1910 para reemplazar y doblar la capacidad de otro puente giratorio que data de 1884.
Al 2005, el NYCDOT reportó que el volumen promedio del tráfico anual en ambas direcciones era de 48,397; alcanzando un pico de 49,487 en 2002.